# Patricia Dalley
Patricia O. Daley é uma geógrafa e pesquisadora britânica, nascida na Jamaica. É especialista em migração forçada, ecologia política e África. Atua como professora de Geografia Humana da África na Universidade de Oxford e é fellow do Jesus College, em Oxford.

## Infância e educação
Daley nasceu e foi criada na zona rural da Jamaica. Aos 12 anos emigrou para a Inglaterra, onde estudou em Hackney, Londres. Na adolescência, morou em Pembury Estate.
Foi a primeira de sua família a frequentar o ensino superior e estudou na Universidade de Middlesex, graduando-se como Bacharela em Ciências (BSc). Daley então cursou pós-graduação no Goldsmiths College e na Escola de Estudos Orientais e Africanos, ambos na Universidade de Londres, obtendo o grau de Mestre em Artes e um Certificado de Pós-Graduação em Educação (PGCE). Ela, então, se transferiu para a Universidade de Oxford onde recebeu o título de Doutora em Filosofia (DPhil), em 1989. Sua tese intitulava-se "Refugiados e subdesenvolvimento na África: o caso dos refugiados Burundis na Tanzânia".

## Carreira acadêmica
Daley já lecionou na Faculdade de Dartmouth e na Universidade de Loughborough. Em 1996, passou a atuar na Universidade de Oxford, onde foi nomeada professora universitária de Geografia Humana e ingressou no Pembroke College. Foi a primeira mulher negra a ser nomeada professora em Oxford. Entre 1998 e 2004, foi Tutora para Mulheres no Jesus College e, entre 1999 e 2002, atuou como Tutora para Admissões. Atualmente, é fellow no mesmo local. Foi Assessora Universitária em Oxford no ano letivo 2015/2016.
Em 2017, Daley foi uma das 24 pessoas notáveis indicadas pela Universidade de Oxford para ter seu retrato pintado. O retrato de Daley foi feito por Binny Matthews e exibido pela primeira vez em uma exposição temporária (e depois permanentemente) na própria universidade. A comissão de retratos fez parte de um projeto para aumentar os retratos existente em Oxford, ampliando a "diversidade de formação, gênero e realizações de acadêmicos, funcionários e ex-alunos".
Em 2020, Daley foi anunciada como uma das 100 pessoas de ascendência africana ou afro-caribenha mais influentes do Reino Unido, em reconhecimento à sua contribuição para a educação, sendo incluída na edição de 2021 da Powerlist.